# Washington University in St. Louis

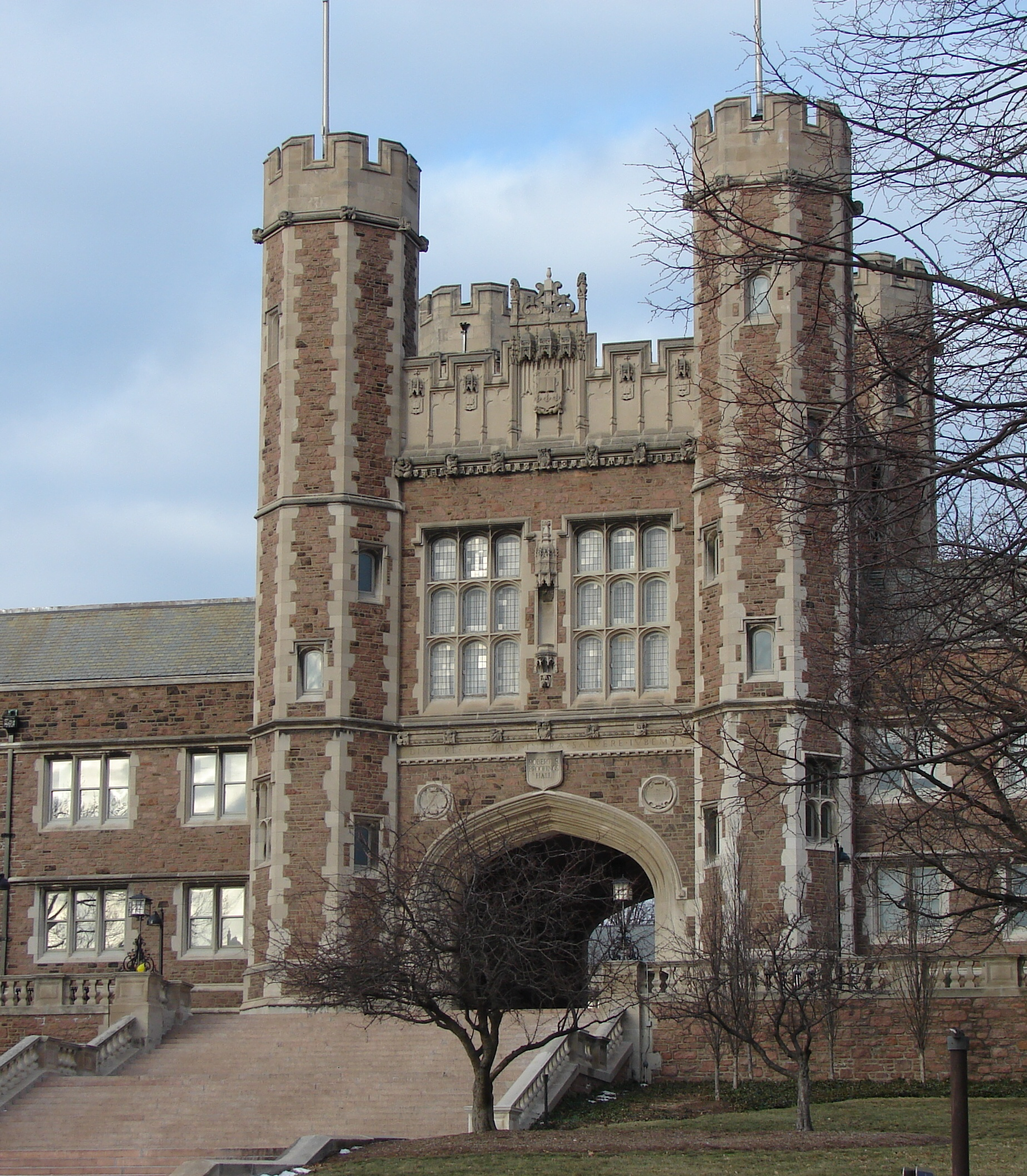
Uniwersytet Waszyngtona w St. Louis

Uniwersytet Waszyngtona w St. Louis (ang. Washington University in St. Louis) – amerykańska uczelnia niepubliczna znajdująca się w St. Louis w stanie Missouri.
Uniwersytet Waszyngtona został założony w 1853 przez Williama Greenleafa Eliota i Waymana Crowa jako Seminarium Eliota mieszczące się w dolnym St. Louis i do 1856 działające jako szkoła wieczorowa. Uniwersytet jako pierwszy oferował czteroletnie studia licencjackie. W 1859 uczelnia zmieniła nazwę na obecną, a w 1905 zmieniła siedzibę i obecnie znajduje się 15 kilometrów od centrum St. Louis.
W ramach uczelni działa siedem szkół oferujących kształcenie na poziomie niższym – undergraduate (odpowiednik studiów licencjackich), prowadzącym do otrzymania stopnia Bachelor of Arts lub Bachelor of Science oraz wyższym – graduate (odpowiednik studiów magisterskich oraz doktoranckich).
W 2007 w rankingu News & World Report dla programów studiów na poziomie undergraduate Uniwersytet Waszyngtona zajął dwunaste miejsce wraz z Uniwersytetem Cornella. Wysokie czwarte miejsce w rankingu zajmuje wydział medyczny (4. miejsce), wydział architektury (szóste miejsce) i szkoła nauk społecznych George Warren Brown School of Social Work (drugie miejsce).
Popularnie Uniwersytet nazywany jest Wash. U. lub WUSTL, co wywodzi się od pierwszych liter pełnej nazwy. By uniknąć mylenia uczelni z publicznym (stanowym) University of Washington w Seattle w stanie Waszyngton, w 1976 rada uczelni do „Washington University” dodała „in St. Louis”.
Uniwersytet posiada budżet w wysokości 4,7 miliarda dolarów i jest jednym z najbogatszych uniwersytetów w Stanach Zjednoczonych. Od 1995 kanclerzem uczelni jest Mark S. Wrighton.

## Historia
Historia Uniwersytetu Waszyngtona sięga 1853, kiedy to powstało prywatne seminarium, założone przez polityka St. Louis Waymana Crowa i unitarianina Williama Greenleafa Eliota, dziadka laureata Nagrody Nobla, T.S. Eliota.
Pierwszym kanclerzem uczelni był Joseph Gibson Hoyt. W 1952 rada uczelni zniosła segregację rasową.

### Kampus
Pierwsze wykłady odbyły się w 1856 w Academic Hall, w budynku przy 17th Street i Washington Avenue, w dolnym St. Louis. W 1892 rozwój uczelni przyczynił się do decyzji o zmianie siedziby. Rada uczelni w składzie Robert S. Brookings, Henry Ware Eliot i William Huse znalazła nowe, 103-akrowe miejsce przy Forest Park, na obrzeżach miasta St. Louis. Kamień węgielny pierwszego budynku, Busch Hall, został położony 20 października 1900. Wkrótce zaczęły powstawać nowe budynki. By rozwiązać problemy finansowe, nowe pomieszczenia były dzierżawione jako Louisiana Purchase Exposition, na wystawie światowej EXPO 1904. Życie studenckie rozpoczęło się zaraz po zakończeniu wystawy w styczniu 1905.
Miasteczko uniwersyteckie było miejscem trzech prezydenckich debat w październiku 1992, 17 października 2000 oraz 8 października 2004. W lecie 2002 sala 300 Brookings Hall została przekształcona w Centrum Kontroli Misji Steve Fossetta – szóstej i zakończonej pomyślnie próby okrążenia Ziemi balonem Duch Wolności.

## Miasteczka uniwersyteckie

### Kampus Danforth

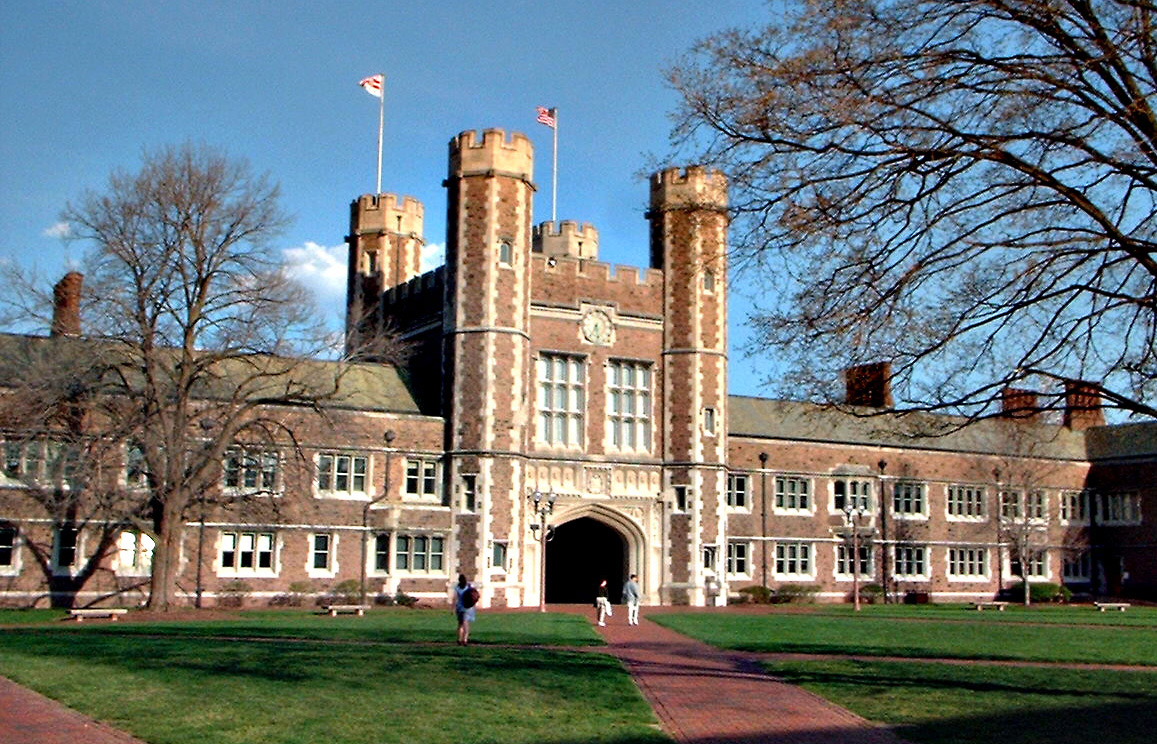
Brookings Hall

Miasteczko Danforth położone jest na 169 akrach w zachodniej części Parku Forest i częściowo w granicach miasta St. Louis. Część miasteczka uniwersyteckiego należy do administracji miasta Clayton.
Dawniej miejsce to znane było jako The Hilltop Campus. Oficjalnie nazwa została zmieniona 17 września 2006, a została nadana na cześć Williama H. Danfortha, 13. kanclerza uniwersytetu.
Infrastruktura miasteczka uniwersyteckiego Danforth rozwinęła się podczas wystawy EXPO 1904, staraniem Davida R. Francisca, wychowanka i byłego burmistrza St. Louis, gubernatora Missouri i Sekretarza Stanów Zjednoczonych. Pomieszczenia takie jak sala gimnastyczna i budynek Francis Field były wykorzystane podczas Letnich Igrzysk Olimpijskich w 1904.
Do miasteczka można dojechać metrem MetroLink.

### Medyczne miasteczko uniwersyteckie
Medyczne Centrum Uniwersytetu Waszyngtona obejmuje 135 akrów i ulokowane jest w 12 budynkach miejskich położonych wzdłuż wschodniej krawędzi Parku Forest, łącznie z Central West End. Kampus jest powiązany i bezpośrednio połączony ze szpitalem Barnes-Jewish Hospital oraz Saint Louis Children's Hospital poprzez nadziemne przejścia i korytarze.
Szpital Barnes-Jewish Hospital jest kliniką Akademii Medycznej uniwersytetu. Uczelnia zatrudnia lekarzy i wykonuje usługi medyczne.
Budynek Olin Residence Hall, nazwany na cześć Spencera T. Olina, jest budynkiem mieszkalnym dla 200 studentów medycyny.
W skład miasteczka medycznego wchodzą:
- Barnes-Jewish Hospital
- Saint Louis Children's Hospital
- Instytut Rehabilitacji w Saint Louis
- Centrum Medycyny Zaawansowanej
- Centrum Edukacyjne Erica P. Newmana
- hotel Parkway
- księgarnia Barnes & Noble.

### Miasteczko północne
Miasteczko uniwersyteckie północne leży w St. Louis, blisko Delmar Loop. Uniwersytet nabył budynki i przystosował je do swoich potrzeb w 2004. W budynkach znajdują się biura Quadrangle Housing, parking i Akademia Wojskowa (Reserve Officer Training Corps) oraz Network Technology Services. Północną część kampusu zajmuje Wydział Sztuki Użytkowej.

### Miasteczko zachodnie

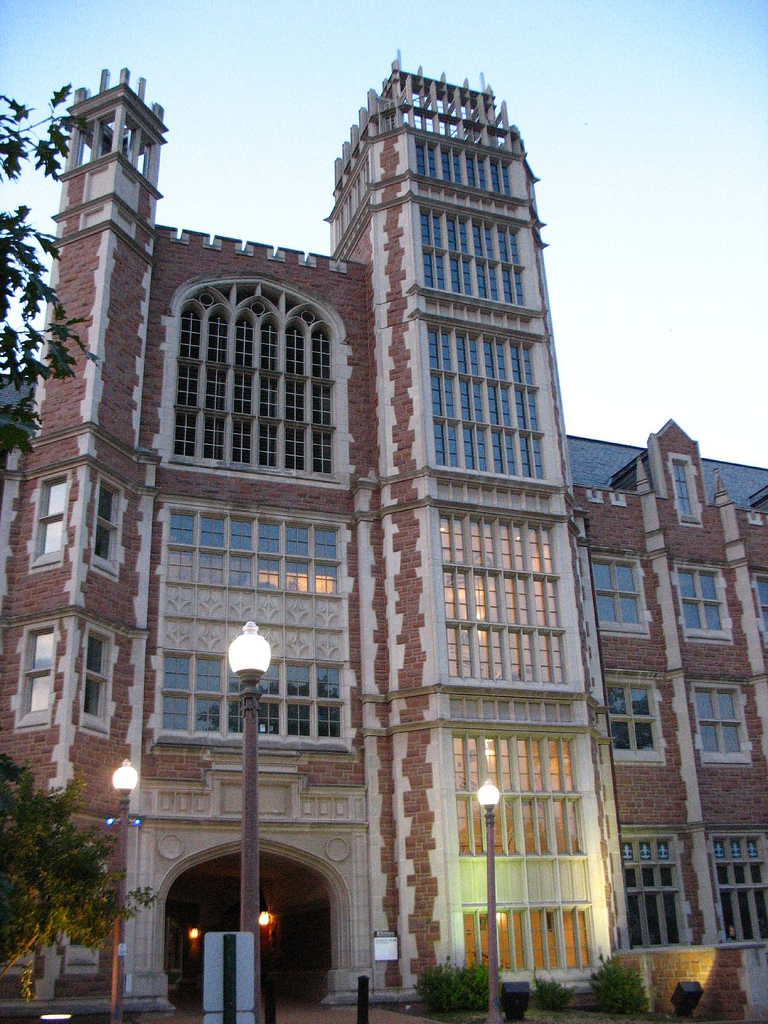
Jeden z budynków uniwersytetu

Miasteczko zachodnie znajduje się o półtora kilometra od miasteczka uniwersyteckiego Danforth w Clayton i składa się głównie z byłego budynku po trzypiętrowym domu towarowym, dawniej znanego pod nazwą Famous-Barr. W lokalu umieszczone są głównie biura administracyjne oraz archiwa biblioteki uniwersyteckiej i centrum konferencyjne. W zachodnim kampusie znajduje się również centrum Application of Information Technologies (CAIT)

### Obszar badawczy Tysona
Centrum Badawcze Tysona zajmuje powierzchnię 2000 akrów i znajduje się we wschodnim St. Louis nad rzeką Meramec. Uniwersytet Waszyngtona otrzymał ten teren na własność od rządu federalnego w 1963. Centrum jest używane przez uczelnię jako biologiczna stacja badawcza i centrum edukacyjne.

## Wydziały

### Wydział Sztuki i Nauki
Wydział Sztuki i Nauki Uniwersytetu Waszyngtona złożony jest z trzech działów: Kolegium Sztuki i Nauki, Szkoła Absolwentów Sztuki i Nauki oraz Uniwersyteckie Kolegium Sztuki i Nauki.
- Kolegium Sztuki i Nauki jest centralną częścią uniwersytetu z 330 profesorami nauczającymi i 100 profesorami prowadzącymi badania naukowe oraz z wykładowcami i artystami. W kolegium uczy się około 3000 studentów w 40 akademickich działach podzielonych na cztery główne wydziały: humanistyczny, socjologiczny, nauk przyrodniczych i matematyki.
- Do Szkoły Absolwentów uczęszcza 1500 studentów – absolwentów studiów niższych, pragnących uzyskać tytuł magisterski lub doktorski.
- Uniwersyteckie Kolegium Sztuki i Nauki przyjmuje zarówno absolwentów studiów niższych jak i wyższych, oferując głównie wieczorowe kursy dla dorosłych i inne formy kontynuacji edukacji.

### Szkoła prawnicza

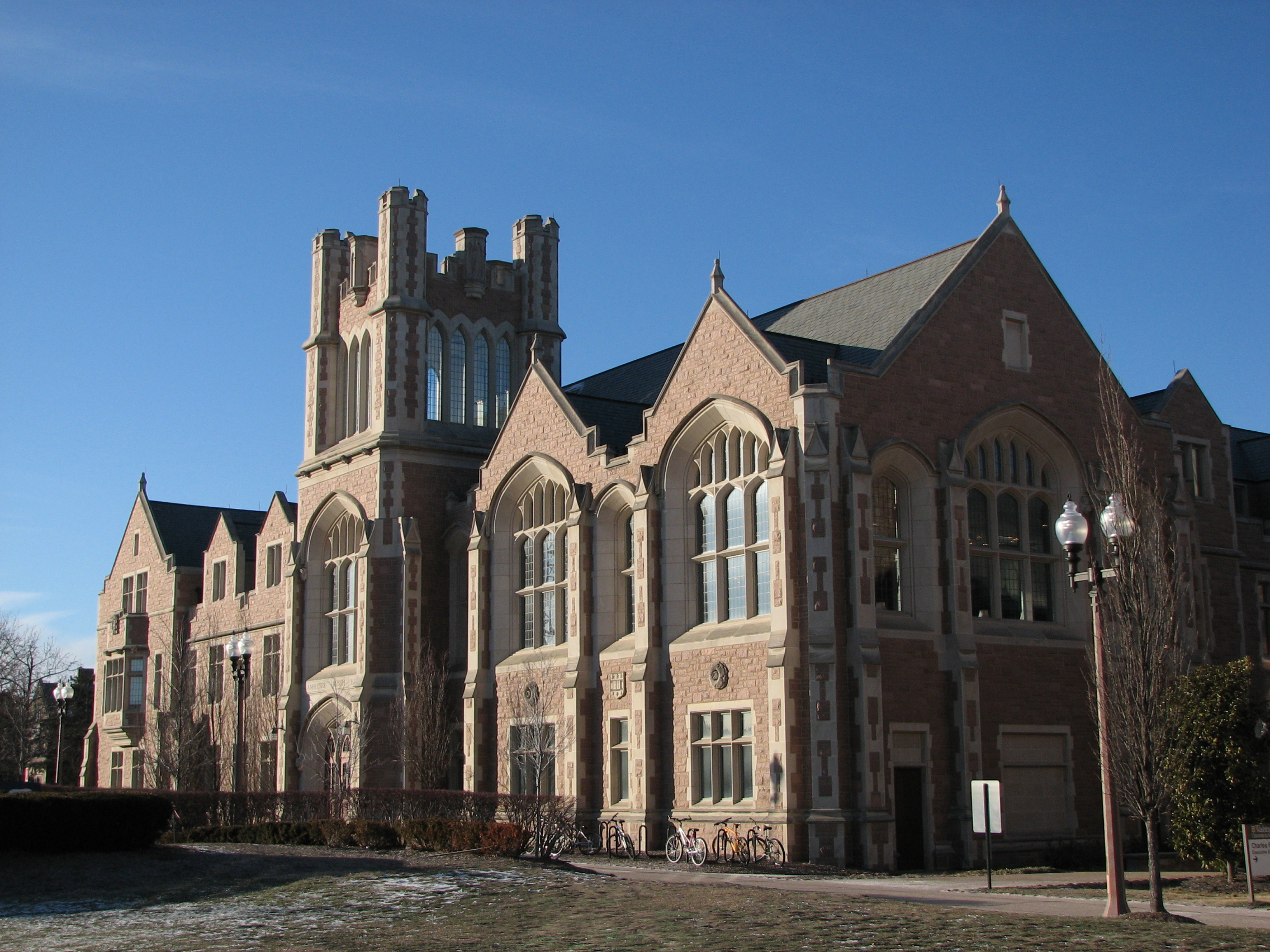
Anheuser Busch Hall, budynek Szkoły Prawniczej

Szkoła Prawnicza oferuje osiem poziomów programowych nauczania, włącznie z programami JD (najniższy stopień zawodowy prawnika) / MSW (magister nauk społecznych), JD / Studia Wschodnioazjatyckie, JD / MBA (magister nauk ekonomicznych). Również oferuje dwa stopnie studiów prawniczych, LLM (wyższy stopień, magister prawa) i MJS (magister nauk prawniczych). Szkoła Prawnicza oferuje 3 semestry kursów w wiosennych, letnich i zimowych z przynajmniej 85 godzinami wykładów dla uzyskania stopnia JD.
W 2007 US News & World Report ulokował szkołę na 19. miejscu w kraju wśród 190 innych szkół prawniczych.

### Biznesowa Szkoła Olin
Szkoła Biznesu została założona w 1917, a swoją nazwę obrała na cześć przedsiębiorcy Johna M. Olina w 1988. Zyskała renomę dzięki osiągnięciom badawczym oraz absolwentom posiadającym silną pozycję na rynku biznesowym. Szkoła prowadzi studia dzienne umożliwiające uzyskanie stopnia BSBA, MBA, MS w finansach, magisterskie z zakresu księgowości, wieczorowe studia MBA, podyplomowe studia MBA i doktoranckie, a także studia uzupełniające w zakresie administracji i zarządzania, niekończące się uzyskaniem stopnia naukowego. W 2002 otwarto program studiów uzupełniających MBA w Szanghaju, we współpracy z Uniwersytetem Fudan.
Szkoła Biznesu Olin ma 15 000 absolwentów pracujących na całym świecie. Przez ostatnich kilka lat fundacja szkoły powiększyła swój budżet do 213 milionów dolarów (2004). W 1986 został otwarty budynek Simon Hall, ufundowany przez Johna E. Simona.
Studenci na poziomie undergraduate BSBA mogą obrać przedmioty kierunkowe spośród ośmiu, takich jak: księgowość, przedsiębiorczość, finanse, marketing, kierownicza ekonomia i strategia, zarządzanie zasobami ludzkimi, biznes międzynarodowy, lub operacje i zarządzanie łańcuchem dostaw.
Dziekanem szkoły jest Mahendra R. Gupta.
Absolwenci Olin są zatrudnieni w różnych gałęziach przemysłowych na całym świecie, m.in. A. G. Edwards, Anheuser-Busch, Deloitte Consulting, General Mills, IBM, JPMorgan Chase, Samsung i UBS.

### Szkoła medyczna
Szkoła Medyczna Uniwersytetu Waszyngtona jest partnerem Szpitala Dziecięcego w St. Louis i Barnes-Jewish Hospital, gdzie wszyscy lekarze są członkami personelu szkoły.
Wydział Fizjoterapii znajduje się na drugim miejscu w Stanach Zjednoczonych, na liście U.S. News & World Report dla najlepszych szkół terapeutycznych. W 1999 zaoferował program umożliwiający otrzymanie stopnia lekarza fizjoterapii (DPT), zarówno jako pierwszy jak i drugi stopień specjalizacji. Program ten zastąpił dotychczasowe studia magisterskie w zakresie fizjoterapii oraz nauki o zdrowiu, co bardziej odpowiada potrzebom współczesnego świata. W trakcie 60 lat istnienia wydziału ukończyło go 1500 studentów, w większości nadal aktywnych fizjoterapeutów.
Program Terapii Zajęciowej oferowany przez szkołę zajmuje trzecie miejsce w narodowym rankingu najlepszych szkół terapii zajęciowej według U.S. News & World Report. Istnieje możliwość otrzymania w tym zakresie tytułu magistra nauk przyrodniczych jak i lekarza terapii zajęciowej (OTD) na pierwszym i wyższym poziomie specjalizacji. Dyrektorem programu jest M. Carolyn Baum, Ph.D., będąca równocześnie przewodniczącą Amerykańskiego Stowarzyszenia Terapii Zajęciowej (AOTA).
Wicerektorem do spraw medycznych i dziekanem jest Larry Shapiro.

### Szkoła Pracy Socjalnej George’a Warrena Browna
Szkoła ta, zwana potocznie Brown, zajmuje aktualnie drugie miejsce w rankingu programów magisterskich w zakresie pracy socjalnej (MSW) w USA. Oferuje także studia doktoranckie w tej dziedzinie. Nazwę szkole nadała Bettie Bofinger Brown ku czci swego męża, lokalnego filantropa, założyciela firmy obuwniczej Brown Shoe Company. Dziekanem jest Edward Lawlor. Szkoła to jednocześnie centrum badań nad rdzennymi Amerykanami. W skład kadry wchodzi wielu uznanych naukowców w zakresie bezpieczeństwa socjalnego, zdrowia, rozwoju jednostki.

### Szkoła Inżynierii i Nauk Stosowanych
Szkoła Inżynierii i Nauk Stosowanych (SEAS) znalazła się na 41. miejscu w rankingu studiów typu undergraduate za rok akademicki 2005/2006 ogłoszonym przez U.S. News & World Report. Obecnie dziekanem wydziału jest Mary J. Sansalone.
Wydziały szkoły:
- Inżynieria Biomedyczna
- Inżynieria Cywilna
- Inżynieria i Informatyka
- Inżynieria Elektryczna i Systemowa
- Inżynieria Środowiska, Energetyczna i Chemiczna
- Inżynieria Mechaniczna i Kosmiczna

Latem 2007 wydziały Inżynierii Cywilnej oraz Inżynierii Mechanicznej i Kosmicznej mają być połączone w nowy wydział Inżynierii Mechanicznej, Kosmicznej i Strukturalnej. Studenci, którzy nie zadeklarowali takiej woli do jesieni 2006, nie będą mogli już wybierać fizyki inżynieryjnej jako jednego z przedmiotów kierunkowych.

### Szkoła Projektowania i Sztuk wizualnych Sama Foxa
Szkoła została utworzona w 2005. Oferuje studia licencjackie i magisterskie w zakresie sztuki i architektury. Mieści się w niej także Muzeum Sztuki Mildred Lane Kemper, posiadające jedną z największych uniwersyteckich kolekcji sztuki w kraju. Obok typowego trybu studiów kończącego się uzyskaniem stopnia licencjackiego lub magisterskiego istnieje możliwość podjęcia nauki w programie sześcioletnim, a także studiów kontynuacyjnych kończących się uzyskaniem stopnia magistra architektury po większości innych kierunków studiów niższych oferowanych przez Uniwersytet. W 2007 studia magisterskie w zakresie projektowania architektonicznego i urbanistyki znalazły się na 6. miejscu w USA w rankingu dwumiesięcznika „Design Intelligence”.
W dziedzinie sztuki szkoła oferuje studia kończące się uzyskaniem stopnia licencjata lub magistra sztuk pięknych (BFA, MFA). Zajęcia odbywają się zarówno w Szkole Sztuk Pięknych, jak i w College'u Sztuk Pięknych i Nauki, co dostarcza studentom niezbędnych podstaw teoretycznych. Jedna trzecia studentów odbywa naukę programem mieszanym, studiując drugi przedmiot kierunkowy i/lub przedmioty dodatkowe na innych wydziałach Uniwersytetu Waszyngtona. U.S. News & World Report umieścił w swym rankingu program studiów magisterskich MFA na 21. miejscu w kraju wśród kierunków tego typu. W październiku 2006 Muzeum Sztuki Mildred Lane Kemper zostało przeniesione do nowych obiektów, zaprojektowanych przez Fumihiko Maki, laureata nagrody Pritzkera w dziedzinie architektury, byłego pracownika uczelni.
Dziekanem szkoły jest Carmon Colangelo.

## Biblioteka i Muzeum

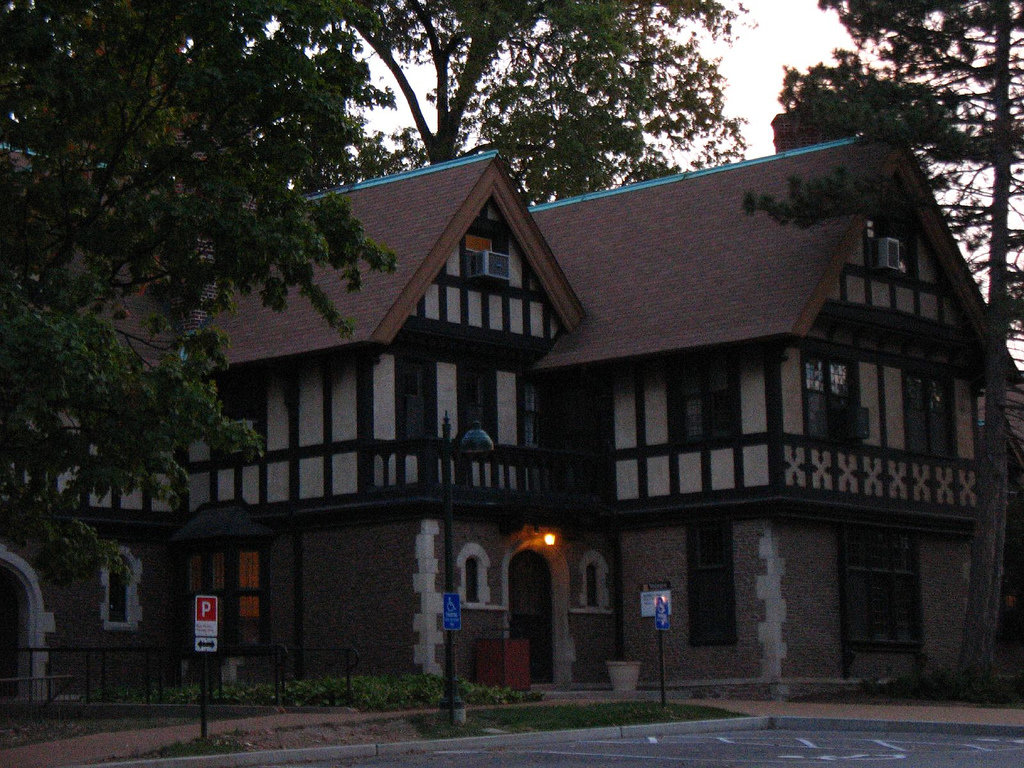
Kampus Danforth

Z czternastoma bibliotekami, system biblioteczny Uniwersytetu Waszyngtona jest największym w stanie Missouri i składa się z ponad 3,6 miliona tomów. Główna biblioteka, Olin, znajduje się w miasteczku uniwersyteckim Danforth. Inne większe biblioteki to Biblioteka Prawa, Biblioteka Medyczna Bernarda Beckera i Biblioteka Wschodnioazjatycka.
Muzeum Sztuki Mildred Lane Kemper zostało założone w 1881 i jest jednym z najstarszych muzeów dydaktycznych w kraju oraz pierwszym muzeum sztuki założonym na zachód od rzeki Mississippi. Zbiory pochodzą z XIX, XX i XXI wieku, a należą do nich dzieła takich artystów jak George Caleb Bingham, Thomas Cole, Pablo Picasso, Max Ernst, Alexander Calder, Jackson Pollock, Robert Rauschenberg, Barbara Kruger i Christian Boltanski. W kompleksie muzealnym mieści się również, na powierzchni 3000 stóp kwadratowych (280 m²), Newman Money Museum (muzeum pieniędzy).
W październiku 2006 muzeum przeniesiono z pierwotnej siedziby do nowych obiektów zaprojektowanych przez Fumihiko Maki.

## Centra naukowe i instytuty
Szkoła prawnicza Uniwersytetu Waszyngtona posiada pięć centrów i instytutów naukowych, które znajdują się w budynku Anheuser-Busch.
- Centrum badań empirycznych prawa – skupia się na stosowaniu skomplikowanej metodologii empirycznej w studiach prawniczych.
- Centrum Studiów Interdyscyplinarnych – wspiera interdyscyplinarne badania nad prawem i stypendia.
- Centrum Badań nad Innowacjami i Przedsiębiorczością – uczy studentów prawa umiejętności pracy z własnością intelektualną i udzielania porad prawnych Uniwersytetowi i szerszej społeczności. Studenci prawa współpracują ze Szkołą Medycyny, Szkołą Biznesu Olina, Wydziałem Inżynierii Biomedycznej, Szkołą Pracy Socjalnej George’a Warrena Browna i Szkołą Sztuki i Nauki.
- Centrum Rozrachunkowe Spraw Sądowych Dotyczących Praw Obywatelskich – zbiór dokumentów i informacji na temat konkretnych spraw sądowych dotyczących praw obywatelskich.
- Instytut Studiów Prawa Międzynarodowego Whitneya R. Harrisa – centrum dostarczające instrukcji i prowadzące badania w zakresie prawa międzynarodowego, zajmujące się studiami porównawczymi i przygotowujące studentów do życia w wielonarodowym społeczeństwie.

## Życie studenckie

### Organizacje studenckie
Na Uniwersytecie Waszyngtona działa ponad 200 organizacji studenckich. Wszystkie są finansowane przez związek studencki, którego samodzielnie kontrolowany budżet wynosi 2 miliony dolarów, co czyni go jednym z największych budżetów studenckich w kraju. Związek sponsoruje pozanaukowe imprezy w miasteczku uniwersyteckim, m.in. semestralne koncerty na dziedzińcu (WILD), zapewnia studentom darmowe egzemplarze prasy w ramach programu czytelniczego („New York Times”, „USA Today”, „St. Louis Post-Dispatch”), organizuje serie spotkań i cotygodniowych wykładów, finansuje uniwersytecką stację telewizyjną WUTV i radiową KWUR. Na terenie kampusów działa 12 męskich i 6 żeńskich bractw i korporacji studenckich.

### Kwaterunek
75% studentów w systemie undergraduate mieszka w miasteczkach uniwersyteckich. Większość akademików mieści się na terenie South 40 (Południe 40). Nazwa związana jest z położeniem terenu – na południe od kampusu Danforth Campus – i jego wielkością – 40 akrów. Znajdują się tam akademiki wszystkich studentów pierwszorocznych oraz części studentów lat wyższych. Wszystkie są koedukacyjne. Teren jest przyjazny dla pieszych, budynki skoncentrowane są wokół dużego, porośniętego trawą terenu rekreacyjnego, zwanego Swamp. Obiekty obejmują także domy nauki, świetlice, ośrodek zdrowia, siedzibę policji uniwersyteckiej, pralnię i inne placówki usługowe należące do samych studentów, a także boiska i tereny do uprawiania sportów i rekreacji.
Inną grupę domów, znanych jako Strona Północna (North Side), stanowią kwatery w północno-zachodniej części miasteczka uniwersyteckiego Danforth. Są one przeznaczone dla bogatszych studentów i stypendystów. Strona Północna składa się z Apartamentów Millbrook, „Wioski” i domów męskich stowarzyszeń studenckich (prócz domu bractwa Zeta Beta Tau, położonego poza kampusem, na północ od South 40). Żeńskie stowarzyszenia na własną zgodę nie mają wydzielonych domów. „Wioska” to grupa domów, gdzie studenci, którzy mają podobne zainteresowania lub cele naukowe, zawiązują małe, 4-24-osobowe grupy zwane BLOCs i mieszkają razem w połączonych pokojach. Podobnie jak South 40, North Side posiada tereny rekreacyjne i centrum studenckie.

## Sport na Uniwersytecie
Wszystkie sportowe zespoły uczelniane występują jako Niedźwiedzie (Bears). Uczelnia jest członkiem NCAA Division III, a jej drużyny rywalizują w konferencji University Athletic Association.
Niedźwiedzie dwunastokrotnie wygrywały mistrzostwa NCAA Division III: czterokrotnie w kobiecej koszykówce (1998–2001) i ośmiokrotnie w kobiecej siatkówce (1989, 1991–1996, 2003). Dział Lekkoatletyczny od 1978 jest prowadzony przez Johna Schaela. Męska drużyna koszykarska przegrała mecz o finał mistrzostw NCAA w 2000 z drużyną Virginia Wesleyan College, zdobywając trzecie miejsce po wygranej z Wooster. Męska drużyna piłki nożnej siedemnastokrotnie występowała w turniejach NCAA. Zespoły biegów przełajowych pracują pod kierunkiem trenera Jeffa Stilesa i mają na swym koncie dwunastokrotne tytuły w UAA, kwalifikacja do mistrzostw NCAA i inne sukcesy.
Na uniwersytecie od 2000 roku działa także drużyna softballu – zdobyła 5 tytułów mistrzowskich UAA i sześć razy z rzędu zakwalifikowała się do turnieju NCAA.

## Tradycje studenckie
- WILD (Walk In, Lay Down) – koncert semestralny organizowany na dziedzińcu, na którym występowały takie zespoły jak Guster, Lil' Jon, Ben Folds, Busta Rhymes, Live i Black Eyed Peas.
- Bauhaus – coroczne kostiumowe przyjęcie Halloween, sponsorowane przez radę studencką Wydziału Architektury. Stawiany jest wówczas ogromny namiot przed Szkołą Architektury.
- Karnawał Thurtene – najstarsze i największe studenckie święto w kraju.
- Vertigo – impreza taneczna organizowana przez radę studencką Wydziału Inżynierii, odbywająca się na specjalnym, sterowanym komputerowo, podświetlanym parkiecie.

## Wychowankowie

### Laureaci Nagrody Nobla

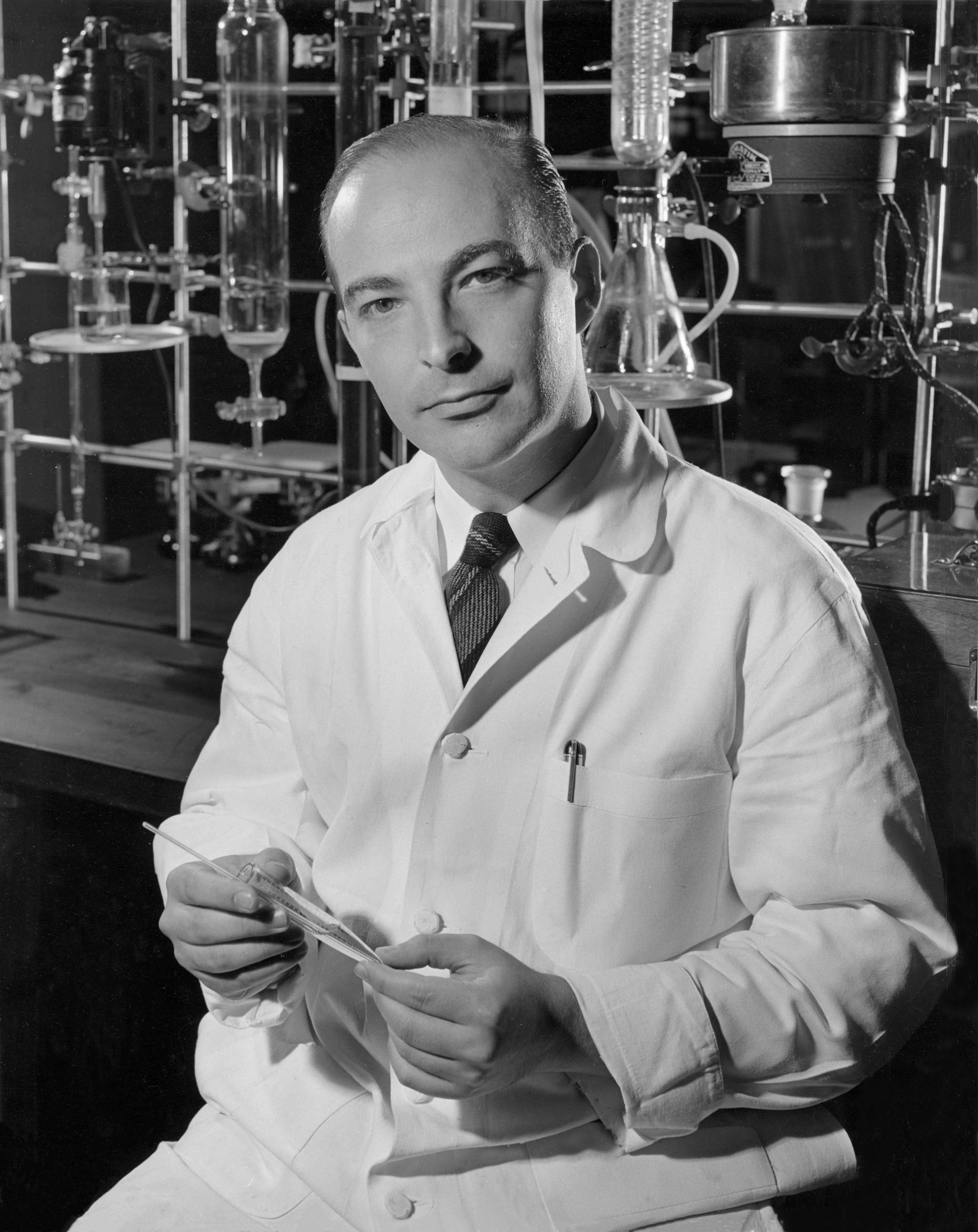
Arthur Kornberg

#### Chemicy
- 1970: Luis Federico Leloir, absolwent medycyny, rocznik 1944
- 1980: Paul Berg, absolwent medycyny rocznik, 1954–1959
- 2004: Aaron Ciechanower

#### Ekonomiści
- 1993: Douglass North

#### Fizjolodzy i lekarze
- 1943: Edward A. Doisy (1893–1986)
- 1944: Joseph Erlanger (1874–1965)
- 1944: Herbert Gasser (1888–1963)
- 1947: Carl F. Cori (1896–1984)
- 1947: Gerty T. Cori (1896–1957)
- 1959: Arthur Kornberg
- 1959: Severo Ochoa
- 1969: Alfred Day Hershey (1908–1997)
- 1971: Earl Sutherland (1915–1974)
- 1974: Christian de Duve
- 1978: Daniel Nathans (1928–1999)
- 1978: Hamilton Othanel Smith
- 1980: George D. Snell
- 1986: Stanley Cohen
- 1986: Rita Levi-Montalcini
- 1992: Edwin G. Krebs
- 1998: Robert Furchgott

#### Psycholodzy
- 1927: Arthur Compton (1892–1962)